# مشکل (ترانه ایگی آزیلیا)
«مشکل» (به انگلیسی: Trouble) ترانه‌ای از رپر استرالیایی ایگی آزیلیا به‌همراه هنرمند ضبط آمریکایی جنیفر هادسن می‌باشد که در باز طبقه‌بندی شده (۲۰۱۴) نسخهٔ چاپ مجدد نخستین آلبوم استودیویی آزیلیا تحت عنوان کلاسیک جدید (۲۰۱۴) قرار دارد.